# آنا آرناوتو
آنا آرناوتو (انگلیسی: Ana Arnautu؛ زادهٔ ۶ مارس ۱۹۹۸) بازیکن فوتبال اهل مولداوی است.
وی همچنین در تیم ملی فوتبال Moldova بازی کرده‌است.